# Soundtrax
Soundtrax fue un programa de televisión chileno que se transmitía desde 2010 por el canal de cable Bang TV, exclusivo de Claro TV.
En cada capítulo un invitado famoso debe programar sus videos musicales favoritos y conversar con el conductor. En ese rol han estado Yamna Lobos, Juan Pedro Verdier y Monserrat Torrent.
Los capítulo de estreno son transmitidos los lunes y viernes a las 22:00 horas.